# Daniel Littau

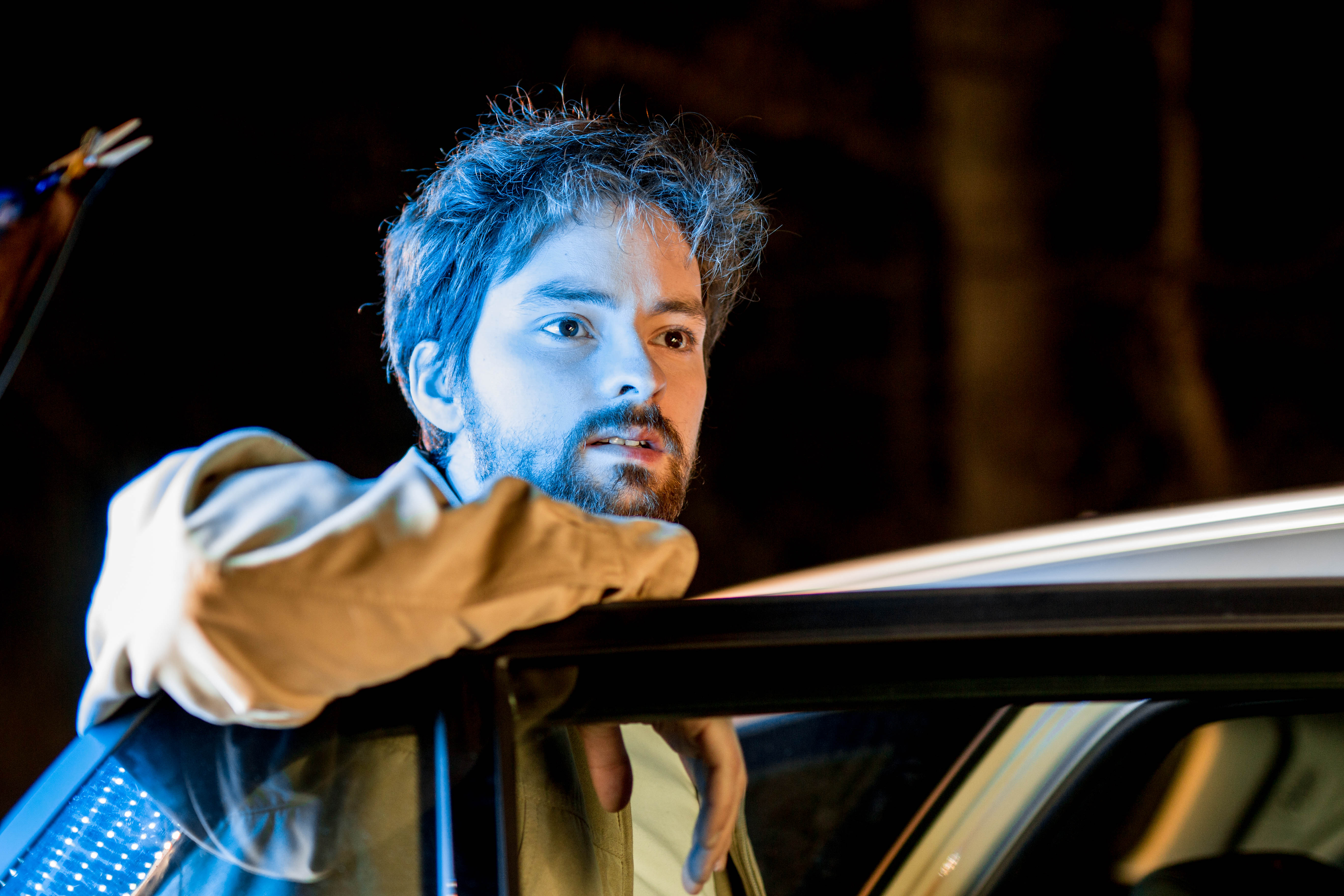
Daniel Littau beim Dreh von Phantomschmerz

Daniel Littau (* 12. April 1991 im Kreis Minden-Lübbecke) ist ein deutscher Schauspieler und Filmproduzent.

## Leben
Littau verbrachte seine Kindheit in der ostwestfälischen Stadt Espelkamp. Seine Eltern Helena und Paul Littau wanderten kurz nach dem Mauerfall 1989 aus der damaligen UdSSR nach Deutschland aus. Littau hat einen älteren Bruder und zwei jüngere Schwestern. Im Sommer 2003 begann er gemeinsam mit Andreas Olenberg, eigene Kurzfilme zu drehen; damals noch mit einer Webcam, die sie von Andreas’ Vater geschenkt bekamen. Kurze Zeit später gründeten beide das Filmproduktionsunternehmen Camcore, mit dem sie neben Kurzfilmen auch Musikvideos, Imagefilme und Hochzeitsvideos produzierten. Heute spezialisiert sich Camcore auf die Produktion von Kinofilmen.
2011 schloss Littau seine Schulzeit mit dem Abitur am Söderblom-Gymnasium in Espelkamp ab. Seit 2013 wohnt er in Berlin.

## Karriere
Seinen ersten Auftritt vor der Kamera hatte Littau bei eigenen Kurzfilmproduktionen im Alter von 12 Jahren. Nach seinem Abitur beschloss er, Schauspiel zu studieren, wurde jedoch deutschlandweit von den Schauspielschulen abgelehnt. Littau fand seinen Weg in die Branche als Quereinsteiger und ist nach Berlin gezogen.
2007 erhielt Littau eine Nebenrolle in der RTL-Vorabendserie Der Lehrer. Es folgten Rollen bei der Fernsehserie Hotel 13 auf Nickelodeon sowie bei der vom ZDF mitproduzierten Serie The Team. Seine ersten Kinofilmerfahrungen hatte er im Jahr 2013 bei The Monuments Men und Stromberg – Der Film. 2016 stand er für einen Werbespot der Lebensmittelmarke Nutella vor der Kamera. 2017 spielte er an der Seite von Sven Martinek die Hauptrolle des Finn Fischer in dem Kinofilm Phantomschmerz, bei dem er zusätzlich als Produzent und Drehbuchautor tätig war. Der Film wurde von dem Filmproduktionsunternehmen Camcore produziert und erschien 2018 in deutschen Kinos. Seit Herbst 2018 ist Littau in der achten Staffel der ARD-Fernsehserie Familie Dr. Kleist in einer durchgehenden Nebenrolle als Sprechstundenhilfe zu sehen. 2020, sowie 2021 hat er bei der SOKO-Wismar, sowie SOKO-München mitgespielt. Aktuell folgen eigenproduzierte Filme sowie Serien, in denen Littau häufig die Hauptrollen übernimmt und am Drehbuch mitentwickelt.

## Filmografie

### Kinofilme
- 2013: The Monuments Men
- 2013: Stromberg – Der Film
- 2018: Phantomschmerz
- 2023: Rapunzels Fluch 2
- 2024: Blindage

### Fernsehen
- 2007: Der Lehrer
- 2009: Das Haus Anubis
- 2012–2013: Hotel 13
- 2014: The Team
- 2014: Siebenstein
- 2015: Gute Zeiten, schlechte Zeiten
- 2016–2019: Aktenzeichen XY … ungelöst
- 2018–2019: Familie Dr. Kleist (Fernsehserie)
- 2018: SOKO München
- 2021: SOKO Wismar
- 2022–2024: Switch Hikers
- 2024: Blutige Anfänger

### Kurzfilme (Auswahl)
- 2014: Snake Eater
- 2014: Revolve
- 2020: The Bond
- 2021: Stingy
- 2021: Verve
- 2023: Vegan Killing

### Produzent
- 2014: Revolve
- 2018: Phantomschmerz
- 2020: The Bond
- 2021: Cancel Cancer
- 2021: Stingy
- 2023: Vegan Killing

## Auszeichnungen
Jupiter Award
- 2019 nominiert: Bester Hauptdarsteller national in Phantomschmerz

Los Angeles Film Award
- 2019 gewonnen: Bester Hauptdarsteller in Phantomschmerz

New Renaissance Film Festival
- 2019 gewonnen: Bester Hauptdarsteller international in Phantomschmerz